# Nizozemsko na Zimních olympijských hrách 2010
Nizozemsko na Zimních olympijských hrách 2010 reprezentovalo 32 sportovců (15 mužů a 17 žen) v 4 sportech.

## Medailisté
| Medaile | Jméno                                                  | Sport          | Disciplína                  |
| ------- | ------------------------------------------------------ | -------------- | --------------------------- |
| Zlato   | Sven Kramer                                            | Rychlobruslení | Muži 5 000 m                |
| Zlato   | Mark Tuitert                                           | Rychlobruslení | Muži 1 500 m                |
| Zlato   | Ireen Wüstová                                          | Rychlobruslení | Ženy 1 500 m                |
| Zlato   | Nicolien Sauerbreijová                                 | Snowboarding   | Ženy paralelní obří slalom  |
| Stříbro | Annette Gerritsenová                                   | Rychlobruslení | Ženy 1 000 m                |
| Bronz   | Laurine van Riessenová                                 | Rychlobruslení | Ženy 1 000 m                |
| Bronz   | Bob de Jong                                            | Rychlobruslení | Muži 10 000 m               |
| Bronz   | Jan Blokhuijsen Sven Kramer Simon Kuipers Mark Tuitert | Rychlobruslení | Družstvo mužů stíhací závod |